# Vallamand

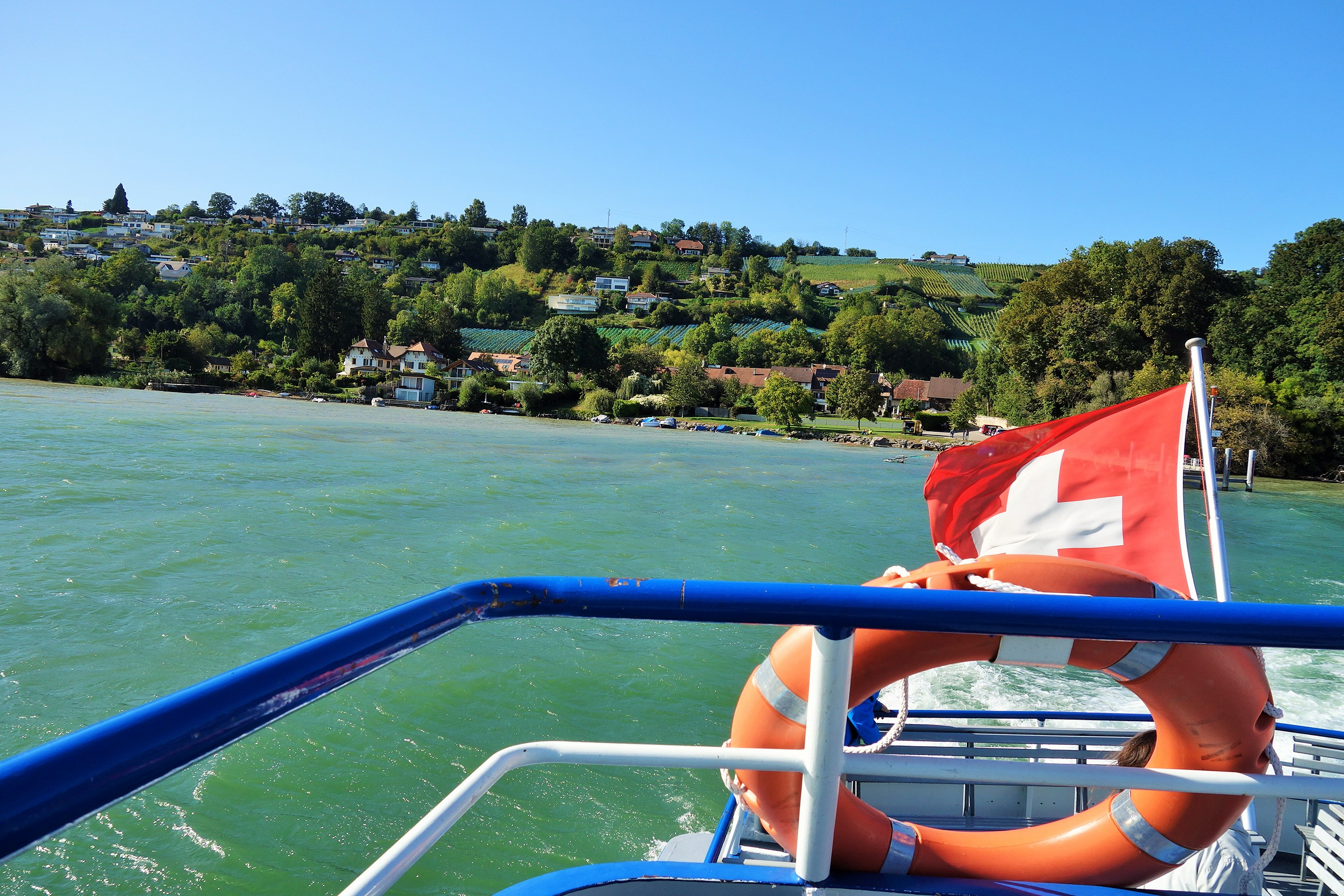
Vallamand FR, Suisse, depuis le lac de Morat

Vallamand est une ancienne commune  vaudoise et une localité suisse de la commune de Vully-les-Lacs, située dans le district de la Broye-Vully.

## Histoire
Vallamand est mentionné sous le nom d'Ualamant en 1246. On y découvrit des objets (calottes en or, hache, pectoral) de la période de Hallstatt. Le lieu-dit La Motte laisse supposer l'existence d'un ancien châtelard. En 1382, Guillaume de Grandson concéda à Vallamand, comme à d'autres localités du Vully, la messellerie, avec droit de nommer le messellier. Vallamand fit partie de la châtellenie de Cudrefin, puis du bailliage bernois d'Avenches. Au XVIIIe siècle, la commune était régie par un Conseil des XII. Elle appartint au district d'Avenches de 1798 à 2006 (district fribourgeois de 1798 à 1803). Vallamand dépendit de la paroisse de Montet-Cudrefin ; la chapelle fut édifiée en 1899, grâce à une donation. Les activités présentes sont l'agriculture, la viticulture et la tonnellerie. Les plans de zones de 1975 et 1983 mirent fin à la prolifération de villas dans les vignes. Un port de plaisance fut construit en 1997.
Au 1er juillet 2011, Vallamand fusionne avec les communes de Bellerive, Chabrey, Constantine, Montagny, Mur et Villars-le-Grand pour former la commune de Vully-les-Lacs.

## Géographie
Vallamand est situé sur le versant sud du Vully, entre les lacs de Neuchâtel et Morat, à 6 km au nord d’Avenches. Le village est composé de deux parties, Vallamand-Dessus (516m), perché sur le Vully, qui autrefois formait la commune de Vallamand et Vallamand-Dessous (433m) sur la rive ouest du lac de Morat qui se situait sur la commune de Bellerive.
En 1997, le territoire était constitué de 14 % de zones bâties, de 23 % de zones forestières, de 62 % de zones agricoles, et d’un peu moins de 1 % de terres improductives.

## Population et société

### Surnom
Les habitants de la localité sont surnommés lè Peca-Grétè, soit les pique-cerises en patois vaudois.

### Démographie
Avec 352 habitants (fin 2004) Vallamand appartenait aux petites communes du canton de Vaud. La population de Vallamand s’élevait à 282 habitants en 1860, puis 340 habitants en 1900. Après que le nombre d’habitants ait diminué jusqu’à 212 en 1980, un accroissement significatif de la population a été enregistré depuis. 
La langue officielle est le français, parlée par 57,8 % de la population, 38,4 % de la population parle allemand et 2,1 % anglais (2000). La population est à 65 % protestante et un peu plus de 15 % catholique (2000).

## Héraldique
|  | ancien blason de la commune |